# Oxycoleus culicinus
Oxycoleus culicinus là một loài bọ cánh cứng trong họ Cerambycidae.